# Isopterygium tenerifolium
Isopterygium tenerifolium är en bladmossart som beskrevs av Mitten 1869. Isopterygium tenerifolium ingår i släktet Isopterygium och familjen Hypnaceae. Inga underarter finns listade i Catalogue of Life.